# Эйвондейл (Колорадо)
Эйвондейл (англ. Avondale) — статистически обособленная местность (CDP) в США, в округе Пуэбло штата Колорадо. Население — 674 человека (2010).

## География
Эйвондейл расположен по координатам 38°13′54″ с. ш. 104°20′44″ з. д. (38.231659, −104.345511). По данным Бюро переписи населения США в 2010 году, статистически обособленная местность была площадью 3,08 км², из которых 3,06 км² — составляли сушу и 0,02 км² — водоёмы.

## Демография
Согласно переписи 2020 года, в статистически обособленной местности проживало 594 человека в 237 домохозяйствах в составе 170 семей. Густота населения составляла 219 человек/км². Было 277 мест проживания (90/км²).
Расовый состав населения:
| - 80,9 % — белых - 2,4 % — коренных американцев - 0,9 % — черных или афроамериканцев - 0,3 % — выходцев из тихоокеанских островов - 0,1 % — азиатов - 12,2 % — лиц других рас |

К двум или более расам принадлежало 3,3 %. Доля испаноязычного населения составила 59,8 % от общего числа жителей.
По возрастному диапазону население распределялось следующим образом: 25,8 % — лица младше 18 лет, 57,0 % — лица в возрасте 18—64 лет, 17,2 % — лица в возрасте 65 лет и старше. Медиана возраста жителя составила 37,5 лет. На 100 женщин в обособленной местности приходилось 93,1 мужчин; на 100 женщин в возрасте от 18 лет и старше — 96,1 мужчин также старше 18 лет.
Средний доход на одно домохозяйство составил 35 331 доллар США (медиана — 40 667), а средний доход на одну семью — 34 962 доллара (медиана — 40 208). Медиана доходов составляла 32 375 долларов для мужчин и 16 979 долларов для женщин. За чертой бедности находилось 37,9 % человек, в том числе 67,5 % детей в возрасте до 18 лет и 42,2 % лиц в возрасте 65 лет и старше.
Гражданское трудоустроенное население составляло 360 человек. Основные области занятости: образование, здравоохранение и социальная помощь — 45,3 %, розничная торговля — 18,1 %, публичная администрация — 16,1 %.